# Lakewood (Washington)
Lakewood je grad u američkoj saveznoj državi Washington. Prema popisu stanovništva iz 2010. u njemu je živjelo 58.163 stanovnika.